# 乞伏保
乞伏保，又作乞伏宝。北魏官员，官至镇将。高车（敕勒）人。
父亲乞伏居，魏献文帝时为散骑常侍，被皇帝信任，领牧曹尚书，赐爵宁国侯。乞伏居去世后，乞伏保袭侯爵，魏孝文帝时，例降为伯，转任左中郎将，出为鄯善镇将。事奉继母恭谨，每有公私收入，都告知继母。为继母丁忧解任奉丧还洛阳。后来兼任南中郎将，在襄州刺史任上去世。